# Като, Нэнси
Нэнси Фотерингем Като (англ.  Nancy Fotheringham Cato; 11 марта 1917, Аделаида, Южная Австралия — 3 июля 2000, Нуса, Квинсленд) — австралийская поэтесса и прозаик.

## Биография
Нэнси Като родилась 11 марта 1917 года в Аделаиде, административном центре австралийского штата Южная Австралия. Австралийка в пятом поколении. Посещала первый в Австралии детский сад Монтессори, позже училась в Пресвитерианском женском колледже. В 1933 году получила южноавстралийскую медаль Теннисона по английской литературе.
Изучала английскую литературу и итальянский язык в университете Аделаиды, который окончила в 1939 году, затем завершила двухлетний курс обучения в школе искусств Южной Австралии. Во время учебы (с 1935 по 1941 год) работала внештатной журналисткой в местной газете «The News». Первый рассказ Като был опубликован в 1943 году.
15 Мая 1941 года Нэнси Като вышла замуж за Элдреда Де Брэктона Нормана, австралийского изобретателя и автогонщика и много путешествовала с ним за границей, только в 1961 году во время автомобильного путешествия они побывали в Советском Союзе, ГДР, Польше, Иране и Пакистане. В их браке родились дочь и два сына. После завершения спортивной карьеры мужем в 1956 году работала художественным критиком (с 1957 по 1958 год).
В 1948 году Като вместе с Роландом Робинсоном и Кевином Коллопи стала членом-учредителем независимой группы австралийских писателей и поэтов «Lyre-Bird Writers». Она также принимала активное участие в деятельности Братства австралийских писателей и Австралийского общества авторов в 1950-х и 1960-х годах.
Самое известное произведение Нэнси Като — роман-трилогия «Все реки текут». По этому произведению был снят одноимённый телевизионный мини-сериал, который был представлен австралийской публике в 1983 году. В конце 80-х годов показ сериала с большим успехом прошёл и в СССР. Перу Нэнси Като принадлежит около 20 книг: исторические романы, биографии и сборники поэзии.
Помимо литературной деятельности Като активно занималась вопросами охраны окружающей среды.
Нэнси Като Норман скончалась в Нусе 3 июля 2000 года.

## Признание
Като стала местной знаменитостью в Нусе (Квинсленд), где в её честь названы парк и ресторан. Ассоциация парков Нусы назначила Като почетным смотрителем парка за её работы в области сохранения природы.
В 1984 году Нэнси Като стала членом Ордена Австралии (AM)  за достижения в области литературы и экологии, а в 1991 году  была удостоена звания почетного доктора филологии в университете Квинсленда.
В 2006 году при застройке нового района Франклин в австралийской столице улицы были названы в честь австралийских женщин-писательниц. Одна из улиц названа в честь Нэнси Като.

### Проза
- Танцующая ветвь  (The Dancing Bough, 1957)
- Все реки текут (All the Rivers Run, 1958)
- Время течёт тихо: роман о реке Мюррей (Time, Flow Softly : a novel of the River Murray,    1959 )
- Зеленая виноградная лоза (Green Grows the Vine, 1960)
- Но все ещё поток: роман о реке Мюррей (But Still The Stream: a novel of the Murray River, 1962 )
- Морские муравьи  и другие рассказы (The Sea Ants: and Other Stories,1964)
- Северо-запад близ юга (North-West by South,1965 )
- Коричневый сахар (Brown Sugar, 1974)
- Королева Труканини (Queen Trucanini, 1976) (совместно с Вивьен Раи Эллис )
- Нин и Скрибблис (1976)
- Господин Малога : Даниэль Мэтьюс и его миссия , река Мюррей, 1864-1902 (Mister Maloga : Daniel Matthews and his Mission, Murray River, 1864–1902, 1976)
- Предки (Forefathers, 1983)
- Леди, затерянная во времени (The Lady Lost in Time, 1986)
- Дальний остров (A Distant Island, 1988)
- Сердце континента (The Heart of the Continent, 1989) - переложение по мотивам
- Бархатцы (Marigold,1992)

### Поэзия
- Потемневшее окно (The Darkened Window, 1950) - некоторые переводы В.С.Денисовой стихов из этого сборника